# Illustrerad Vetenskap
Illustrerad Vetenskap är en internationell populärvetenskaplig tidskrift som utges av Bonnier International sedan 1984. Sedan starten har Illustrerad Vetenskap varit Nordens största tidskrift inom vetenskap, natur och teknik. Huvudredaktionen ligger i Köpenhamn och sedan 2022:s senare hälften är Jonas Rathje den nuvarande chefredaktören.

## Språkversioner
Tidningen, som inte har några fast anställda journalister, ges ut i femton länder.
| Land          | Titel                  | Startår |
| ------------- | ---------------------- | ------- |
| Australien    | Science Illustrated    | 2009    |
| Danmark       | Illustreret Videnskab  | 1984    |
| Estland       | Imeline Teadus         |         |
| Finland       | Tieteen Kuvalehti      | 1986    |
| Grekland      | Science Illustrated    | 2005    |
| Island        | Lifandi Vísindi        | 1997    |
| Lettland      | Ilustrētā Zinātne      | 2005    |
| Litauen       | Iliustruotasis mokslas | 2007    |
| Nederländerna | Wetenschap in Beeld    | 2007    |
| Norge         | Illustrert Vitenskap   | 1984    |
| Slovenien     |                        |         |
| Sverige       | Illustrerad Vetenskap  | 1984    |
| Tyskland      | Science Illustrated    |         |
| USA           | Science Illustrated    | 2007    |